# Gynaecoserica
Gynaecoserica (лат.) — род пластинчатоусых жуков из подсемейства хрущей (Scarabaeidae). Около 60 видов.

## Распространение
Встречаются, в основном в Ориентальной области. Род Gynaecoserica известен от Центрального Непала через Восточные Гималаи, низовья Восточного Тибета к южным хребтам горных систем Индокитая, включая штат Мегхалая (Индия), северную Бирму и Юньнань (Китай).

## Описание
Пластинчатоусые жуки мелкого и среднего размера (3,5 — 8 мм), тело удлинённо-овальное до коротко-овального, слабо выпуклое; цвет коричневатый или желтоватый, часто с мелкими тёмными пятнами или зеленоватым радужным блеском; спинная поверхность блестящая или тусклая, волосистость спинной поверхности может значительно варьировать; усики с девятью или десятью антенномерами, усиковая булава самца с тремя, четырьмя, пятью, шестью или семью антенномерами, булава самки всегда с тремя антенномерами. Гладкая область перед глазами лишь немного шире длины. Гипомерон килеватый, но не вентрально выпуклый. Ноги стройные и умеренно длинные; метаплевры без передней субмаргинальной зубчатой линии и с гладким или только в апикальной половине зубчатым вентральным задним краем; передние голени умеренно длинные и двузубые; задние голени на вершине внутри около тарзального сочленения резко и глубоко усечены, тарзомеры дорсально импунктивные. Эдеагус у большинства видов с правосторонним латеральным апофизом и парамеры вентрально слиты.

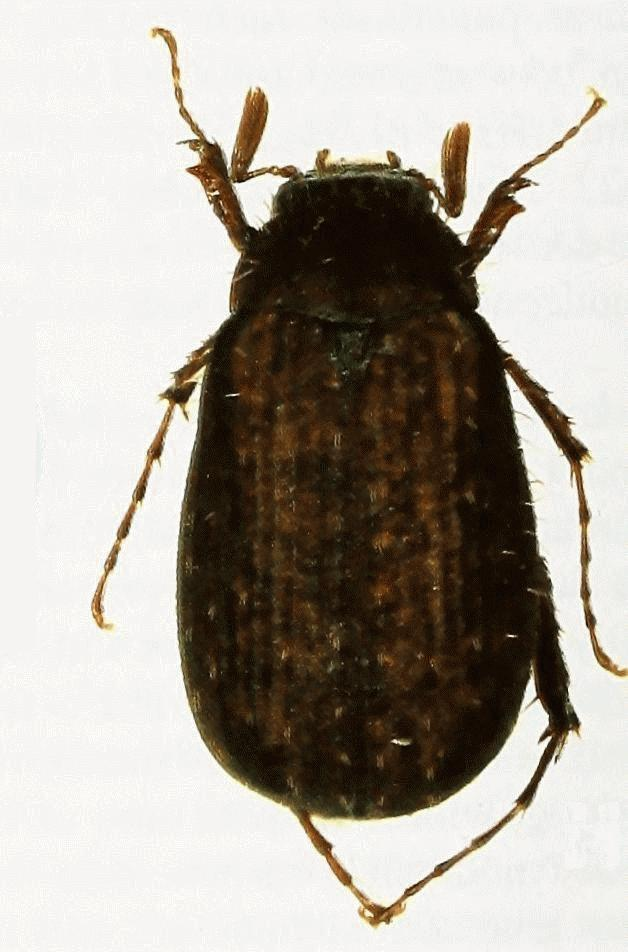
Gynaecoserica victori

## Систематика
Известно около 60 видов. Gynaecoserica был впервые выделен в 1896 году немецким энтомологом Ernst Brenske (1845—1904) для единственного гималайского вида G. pellecta Brenske (типовой вид по монотипии). Род входит в состав трибы Sericini из подсемейства хрущей (Scarabaeidae). Род отличается от других близких родов строением надкрылий и гипомерона.
- Gynaecoserica alma Ahrens & Fabrizi, 2009[1]
- Gynaecoserica amara Ahrens & Fabrizi, 2009
- Gynaecoserica aniniensis Ahrens & Fabrizi, 2011[10]
- Gynaecoserica annuliforceps Ahrens & Fabrizi, 2009
- Gynaecoserica arunachalensis Ahrens & Fabrizi, 2009
- Gynaecoserica barclayi Ahrens & Fabrizi, 2009
- Gynaecoserica bicolorata Ahrens & Fabrizi, 2009
- Gynaecoserica bihtanensis Ahrens, 2021[11]
- Gynaecoserica bocaki Ahrens & Fabrizi, 2009
- Gynaecoserica bomdilana Ahrens & Fabrizi, 2009
- Gynaecoserica compacta Ahrens & Fabrizi, 2009
- Gynaecoserica cymosa (Brenske, 1896)
- Gynaecoserica densipunctata Ahrens & Fabrizi, 2009
- Gynaecoserica digna Ahrens & Fabrizi, 2009
- Gynaecoserica dirangensis Ahrens & Fabrizi, 2009
- Gynaecoserica etalinensis Ahrens & Fabrizi, 2016
- Gynaecoserica exilis Ahrens & Fabrizi, 2009
- Gynaecoserica fallaciosa Ahrens, 2021[11]
- Gynaecoserica felina (Arrow, 1946)
- Gynaecoserica feresimplex Ahrens, 2021
- Gynaecoserica fulgida (Arrow, 1946)
- Gynaecoserica gisionensis Ahrens & Fabrizi, 2009
- Gynaecoserica gogonaica Ahrens, 1999
- Gynaecoserica hani Liu & Ahrens, 2014[12]
- Gynaecoserica hirsuta  Ahrens & Fabrizi, 2009
- Gynaecoserica ignobilis  Ahrens & Fabrizi, 2009
- Gynaecoserica jelineki  Ahrens & Fabrizi, 2009
- Gynaecoserica keithi  Ahrens & Fabrizi, 2009
- Gynaecoserica krausi  Ahrens, 2022[13]
- Gynaecoserica lateralis  (Arrow, 1946)
- Gynaecoserica latesquamosa  (Frey, 1975)
- Gynaecoserica lobiceps  Ahrens & Fabrizi, 2009
- Gynaecoserica lohitensis  Ahrens & Fabrizi, 2009
- Gynaecoserica lomsakensis  Ahrens & Fabrizi, 2009
- Gynaecoserica lubosi  Ahrens & Fabrizi, 2009
- Gynaecoserica luteata  Ahrens & Fabrizi, 2009
- Gynaecoserica maekasana  Ahrens & Fabrizi, 2009
- Gynaecoserica marginipes  (Brenske, 1896)
- Gynaecoserica maymyoensis  Ahrens & Fabrizi, 2009
- Gynaecoserica motuoensis  Liu & Ahrens, 2017
- Gynaecoserica nahangensis  Ahrens & Fabrizi, 2009
- Gynaecoserica namtamaiensis  Ahrens & Fabrizi, 2009
- Gynaecoserica obfuscata  Ahrens, 2022
- Gynaecoserica obliqua  Ahrens & Fabrizi, 2009
- Gynaecoserica ottoi  Ahrens, 2021
- Gynaecoserica pellecta  Brenske, 1896
- Gynaecoserica perdita  Ahrens, 2004
- Gynaecoserica pseudocymosa  Ahrens, 2021
- Gynaecoserica rostrata  Ahrens & Fabrizi, 2009
- Gynaecoserica schima  Ahrens & Fabrizi, 2009
- Gynaecoserica seinghkuensis  Ahrens & Fabrizi, 2009
- Gynaecoserica singhikensis  Ahrens, 2004
- Gynaecoserica stemmleri  (Frey, 1975)
- Gynaecoserica tawangensis  Ahrens & Fabrizi, 2009
- Gynaecoserica tumba  Ahrens, 2004
- Gynaecoserica variipennis  (Moser, 1916)
- Gynaecoserica victori  Ahrens & Fabrizi, 2011
- Gynaecoserica vogleri  Ahrens & Fabrizi, 2009
- Gynaecoserica yigongensis  Liu & Ahrens, 2014
- Gynaecoserica ziyardamensis  Ahrens & Fabrizi, 2009